# Jean Odin
Jean Ernest Sébastien Odin est un homme politique français né le 20 janvier 1889 à Bordeaux et mort le 15 octobre 1975 dans la même ville.

## Biographie
Fils, petit-fils et arrière-petit-fils de marins, Jean Odin part très tôt avec sa famille à Nouméa, où son père, capitaine, est affecté, et où il fait ses études primaires. De retour en Métropole, il devient clerc de notaire et employé de commerce. Il reprend ses études, secondaires, puis supérieures, grâce à une bourse. Licencié en droit, il devient avocat et s'inscrit au barreau de Bordeaux en 1917, puis à celui de Paris. Il plaide également à Londres.
Candidat malheureux aux élections législatives de 1919 et 1924, il est élu député en 1928. Battu en mai 1932, il est élu sénateur en octobre de cette année, et le reste jusqu'en 1940. Il s'inscrit au groupe de la Gauche démocratique. Jean Odin appartient à la commission sénatoriale de la Marine, dont il devient par la suite secrétaire, et, de 1937 à 1938, il fait également partie de la commission des Travaux publics. Proche du radicalisme indépendant, il crée en 1933 un éphémère Parti républicain radical. Il devient ensuite vice-président de la fédération du Sud-Ouest du Parti radical.
Le 10 juillet 1940, Jean Odin vote contre les pleins pouvoirs à Philippe Pétain.
Jean Odin est l'auteur d'un ouvrage intitulé Les Quatre-vingts, publié en 1946 aux éditions Tallandier et réédité en 1997 aux éditions de la Presqu'ile, dans lequel il relate en témoin les circonstances qui ont amené les 80 élus de la Nation à voter contre les pleins pouvoirs à Pétain.
Il est également l'auteur d'un autre livre ayant pour titre Le mystère de l'ancre bleue (sous-titre Le Pendu de Wandsworth), publié en 1948 aux éditions de la Couronne. Jean Odin y fait le récit d'un procès en Grande-Bretagne auquel il participa en 1924, comme un des défenseurs de Jean-Pierre Vaquier, un Français accusé de crime.

## Citation
« Les parlementaires qui dirent « Non » à l'armistice et « Non » à l'agression contre la République, n'ont jamais abdiqué la souveraineté populaire. Ils se mettent à la disposition de la Résistance française pour coordonner avec elle leurs forces pour l'organisation de la Victoire et accompagner la libération du territoire. »

— Jean Odin, Appel des Quatre-vingts

## Décoration
- Chevalier de la Légion d'honneur

## Publications
- Jean Odin, Les Quatre-vingts, FeniXX réédition numérique, 1996, 232 p. (ISBN 978-2-40207-154-3).
- Jean Odin, Le mystère de l'Ancre bleue (le pendu de Wandsworth) ..., Couronne, 1948, 173 p.